# Stephen Holland
Pour les articles homonymes, voir Holland.
Stephen Holland, né le 31 mai 1958 à Brisbane, est un ancien nageur australien spécialiste du demi-fond en nage libre. Détenteur de nombreux records du monde, il est le premier champion du monde du 1 500 m nage libre en 1973 à Belgrade avant de remporter une médaille de bronze aux Jeux olympiques de 1976 à Montréal. Son entraîneur Laurie Lawrence le surnommait Super Fish en raison de ses mouvements dans l'eau qui ressemblaient à ceux d'un poisson.

## Biographie
Stephen Holland s'illustre pour la première fois à 15 ans lorsqu'il bat le record du monde du 1 500 m nage libre lors des championnats d'Australie disputés à Brisbane. Plus encore, son temps de passage aux 800 mètres lors de cette course constitue également un nouveau record du monde du 800 m. Cette performance lui permet de se qualifier pour les premiers championnats du monde de natation de l'histoire organisés peu de temps après à Belgrade. Le nageur y réalise une performance équivalente lors du 1 500 m nage libre en remportant la médaille d'or et en abaissant les meilleures marques planétaires du 800 et du 1 500 m. À la fin de l'année, Holland est distingué par ABC comme le Sportif de l'année (ABC Sportsman of the Year Award).
En 1974, l'Australien s'illustre de nouveau sur 1 500 m en remportant l'épreuve lors des Jeux du Commonwealth à Christchurch. À cette occasion, il relègue son premier concurrent à plus de 25 secondes en réalisant au passage un nouveau record du monde du 800 m.
Le nageur se présente pour ses premiers Jeux olympiques à Montréal riche de 11 records du monde individuels. Holland décide cependant d'adopter une stratégie différente en ne prenant pas la tête de la course et en s'exposant aux Américains Bobby Hackett et Brian Goodell. L'Australien effectue son effort aux 800 mètres mais cède face à ses adversaires dans les 200 derniers mètres, ne devant alors se contenter que du bronze bien qu'ayant nagé plus rapidement que l'ancien record du monde. Aligné plus tard sur 400 m nage libre, Holland termine cinquième de la course remportée par Goodell qui réalise le doublé 400–1 500 m. Déçu par sa performance, Stephen Holland décide d'arrêter la natation peu de temps après à 18 ans.
En 1989, il est honoré par l'International Swimming Hall of Fame qui l'intègre à son panthéon des sports aquatiques.

## Palmarès

### Jeux olympiques
- Jeux olympiques de 1976 à Montréal (Canada) :
  -  Médaille de bronze sur 1 500 m nage libre.

### Championnats du monde
- Championnats du monde 1973 à Belgrade (Yougoslavie) : 
  -  Médaille d'or sur 1 500 m nage libre.